# Воронезька
Воронезька — станиця в Усть-Лабінському районі Краснодарського краю, утворює Воронезьке сільське поселення.
Населення — 7,9 тис. осіб (2002).
Розташована на високому (близько 40 м) правому березі річки Кубань за 5 км на захід від міста Усть-Лабінськ на автомобільної трасі Краснодар — Кропоткин. Залізнична станція Вари́лка, приміські поїзда Краснодар — Кропоткін.
Станиця заснована у 1804 переселенцями з Дона. Була найзахіднішим поселенням у складі Лінійного козацького війська на межі з поселеннями чорноморських козаків.
До складу Воронезького сільського поселення входить одна станиця Воронезька.
Підприємства сільського господарства. Один з найбільших у Росії центрів вирощування цукрового буряка.
- Діючий православний храм Різдва Пресвятої Богородиці, початку XX століття.
- У околицях два городища III століття до Р. Х., кургани.